# Gålögården

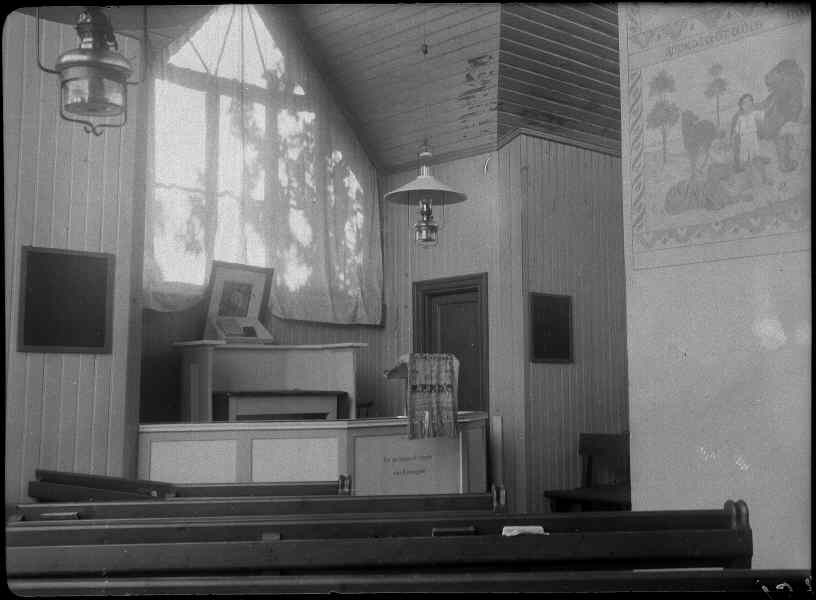
Gålö kapell

Gålögården är en fritidsgård, ägd av Equmeniakyrkan, på sydvästra delen av halvön Gålö i Haninge kommun. På gårdens område finns Prins Oscars kapell. Kapellet, ursprungligen ägt av kung Oscar II:s andre son, används idag som gårdskyrka. På Gålögården ordnas läger för församlingar, skolor med flera.